# Sztreptozotocin
A sztreptozotocin (INN: streptozocin, STZ) természetes vegyület, mely különösen mérgező az emlősök hasnyálmirigyének béta-sejtjei számára. A Langerhans-szigetek bizonyos típusú rákos betegségeit gyógyítják vele, ha a műtéti beavatkozás nem lehetséges. Állatkísérletekben 1-es típusú diabétesz előidézésére használják.

## Felhasználás
A hasnyálmirigy áttétes daganatai elleni gyógyszer. Miután komoly veszélye van a mérgezésnek, és a rákot ritkán gyógyítja, csak olyan betegeknek adják, akiknek a daganatát sebészi úton nem lehet eltávolítani. Ezekben a betegekben csökkentheti a daganat méretét és a tüneteket, pl. a rákos béta-sejtek által kibocsátott inzulin okozta hipoglikémiát (vércukor-leesést).
A tipikus adag 500 mg/m²/nap intravénásan 5 napon át, 4–6-hetenként megismételve.
A sztreptozotocin glükózamin-nitrozourea-vegyület. A többi nitrozourea típusú alkilező szerhez hasonló sejtméreg, mely a DNS-t károsítja. Eléggé hasonlít a glükózhoz ahhoz, hogy a GLUT2 glükóztranszport fehérje a sejtbe továbbítsa, de ahhoz nem, hogy a többi glükóztranszport fehérje felismerje. A béta-sejtekben viszonylag sok a GLUT2 fehérje; ez az oka annak, hogy a sztreptozotocin elsősorban a béta-sejteket mérgezi.

## Története
Az 1950-es évek végén fedezték fel a talajban élő Streptomyces achromogenes nevű baktériumtörzsben egy amerikai gyógyszergyár tudósai, és antibiotikumként azonosították. Az 1960-as évek közepén derült ki, hogy a szer mérgezi a béta-sejteket. Az 1960-as és 70-es években az Amerikai Rákellenes Intézet elvégezte a gyógyszer bevizsgálását rák elleni kemoterápiás célra, melyet végül 1982-ben engedélyezett az FDA.

## Készítmények[3]
- Zanosar

Magyarországon nincs forgalomban.

## Fordítás
- Ez a szócikk részben vagy egészben  a   Streptozotocin című angol Wikipédia-szócikk fordításán alapul.  Az eredeti cikk szerkesztőit annak laptörténete sorolja fel. Ez a jelzés csupán a megfogalmazás eredetét és a szerzői jogokat jelzi, nem szolgál a cikkben szereplő információk forrásmegjelöléseként.